# Bathyaulax rufus
Bathyaulax rufus är en stekelart som beskrevs av Gyöö Viktor Szépligeti 1908. Bathyaulax rufus ingår i släktet Bathyaulax och familjen bracksteklar. Inga underarter finns listade.